# Adriano Miranda de Carvalho
Adriano Miranda de Carvalho, mais conhecido como Adriano (Belém, 22 de Junho de 1989), é um ex-futebolista brasileiro que atuava como atacante.

## Carreira
No ano de 2006, o jogador participou da Copa Da Juventude, campeonato de futebol inter-bairros feito por uma emissora de rádio e televisão, na cidade de Belém e Satélites. O Atacante, se destacou, sendo a grande estrela da competição naquele ano. Foi contratado pelo Clube do Remo e ficou treinando na equipe Sub-20 do Clube. Em 2007, fez um teste no time profissional e foi aprovado, pelo então técnico Giba, recebendo sua primeira chance no elenco. Participou de 5 partidas no Campeonato Paraense de 2007, sendo titular em apenas uma.
Adriano saiu do clube paraense e foi contratado pelo Litex Lovech da Bulgária, porém, a equipe búlgara o emprestou para o FC Polister, da Macedônia. Pelo Polister, Adriano foi eleito melhor estrangeiro do futebol da Macedônia e marcou um hat-trick(marcar três gols no mesmo jogo) contra o maior rival do Club Polister. Saindo do Club Polister, ele foi contratado pelo Spartak Varna, da Bulgária, ainda emprestado pelo Litex Lovech. Em dezembro de 2010 acabou o contrato de Adriano Miranda com Spartak Varna, em 2011 ele fez testes no Paysandu Sport Club, time de sua cidade natal, mas, assinou contrato para disputar o campeonato paraense com a Tuna Luso.

## Títulos
Remo
- Campeonato Paraense: 2007.

Paragominas
- 2ª Divisão do Campeonato Paraense: 2012

### Prêmios individuais
- Eleito o melhor estrangeiro da Macedônia: 2008